# Dukojnie
Dukojnie (biał. Дукойні; ros. Дукойни) − wieś na Białorusi, w obwodzie grodzieńskim, w rejonie oszmiańskim, w sielsowiecie Żuprany.

## Historia
W czasach zaborów wieś w gminie Polany, w powiecie oszmiańskim, w guberni wileńskiej Imperium Rosyjskiego. W 1866 roku liczyła 20 dusz rewizyjnych. Należała do dóbr Latowicze. W 1905 roku liczyła 64 mieszkańców, 82 dziesięcin.
W latach 1921–1945 wieś i zaścianek leżały w Polsce, w województwie wileńskim, w powiecie oszmiańskim, w gminie Soły, a następnie w gminie Polany.
W 1931:
- wieś w 15 domach zamieszkiwało 71 osób[3].
- zaścianek w 1 domu zamieszkiwały 4 osoby[3].

Wierni należeli do parafii rzymskokatolickiej w Żupranach. Miejscowość podlegała pod Sąd Grodzki w Oszmianie i Okręgowy w Wilnie; właściwy urząd pocztowy mieścił się w Żupranach.
Po II wojnie światowej w granicach Związku Sowieckiego. Od 1991 w niepodległej Białorusi.